# Горы Ирана

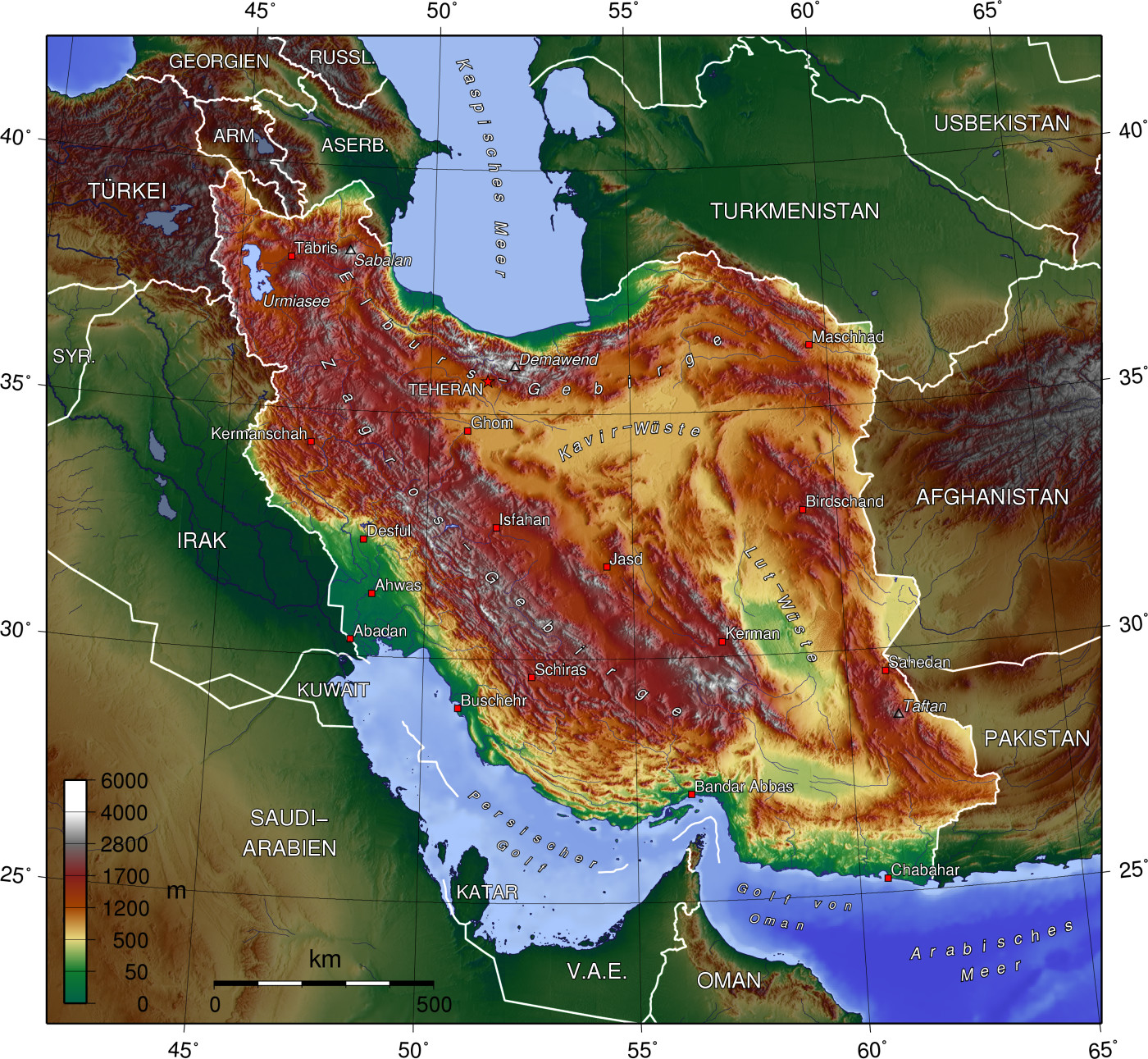
Горы Ирана

Горы Ирана являются продолжением Альпийской складчатости. 
На севере вдоль южного побережья Каспийского моря тянется Эльбурс (здесь расположен высочайший пик Ирана Демавенд), который к востоку переходит в Туркмено-Хорасанские горы (высотой до 3 км), имеющие северную (Копетдаг) и южную (Нишапурские горы) складку. Далее на восток уже за границей Ирана этот хребет переходит в Гиндукуш. На западе долина реки Сефидруд отделяет Эльбурс от Талышских гор.
От турецкого Тавра на западе берёт начало Курдистанский хребет, который обрамляя Месопотамскую низменность переходит в Загрос (высшая точка 4,5 км) и тянется на юго-восток к Персидскому заливу. Оттуда уже вдоль побережья Индийского океана к пакистанской границе тянутся Восточно-Иранские горы.
В центре Ирана располагается Иранское нагорье (средней высотой 1500 м), которое покрыто пустынями Деште-Кевир и Деште-Лут. Параллельно Загросу внутри Иранского нагорья расположены Среднеиранские горы.
Около 54,5 % площади Ирана занимают горы. Образованные из четырёх дуг – северной, юго-западной, восточной и центральной, – эти горы имеют десятки вершин, высота большей части которых превышает 3500 метров.
Некоторые из вершин, например, Демавенд, Алам-Кух, Себелан и другие, постоянно или большую часть года покрыты снегом, другие обеспечивают водными ресурсами районы вокруг себя иными способами. В целом, большая их часть очень привлекательна для альпинизма и туризма.

## Список наиболее значимых гор Ирана[4]
| № | Гора     | Провинция            | Высота, м |
| - | -------- | -------------------- | --------- |
| 1 | Демавенд | Мазендеран           | 5671      |
| 2 | Алам-Кух | Мазендеран           | 4848      |
| 3 | Себелан  | Ардебиль             | 4811      |
| 4 | Точал    | Тегеран              | 3964      |
| 5 | Тефтан   | Систан и Белуджистан | 3940      |

18 вершин высотой более 4000 метров в четырёх горных цепях Ирана имеют следующие характеристики:
1.	Демавенд: 5628 м, в 27 км севернее г. Демавенд (провинция Мазендеран)
2.	Алам-Кух: 4650 м, в 24 км юго-западнее г. Келардашт (провинция Мазендеран)
3.	Себелан (Султан Савалана): 4811 м, в 39 км западнее г. Ардебиль (провинция Ардебиль)
4.	Тахте Солейман: 4643 м, в 24 км юго-западнее г. Келардешт (провинция Мазендеран) 
5.	Хезар: 4465 м, в 19 км юго-западнее г. Раен (провинция Керман)
6.	Динар: 4525 м, в 38 км северо-западнее г. Ясудж (провинция Кохгилуйе и Бойерахмед)
7.	Палан Гардан (Холено): 4375 м, в 22 км восточнее г. Гечсар (провинция Тегеран) 
8.	Лалезар (Кух-е Шах): 4351 м, в 28 км северо-восточнее г. Бафт (провинция Керман)
9.	Палвар: 4233 м, в 43 км юго-восточнее г. Керман (провинция Керман)
10.	Зардкух: 4221 м, в 73 км западнее г. Шехре-Корд (провинция Чехармехаль и Бахтиария)
11.	Гармабсар: 4220 м, в 17 км юго-западнее г. Келардешт (провинция Мазендеран)
12.	Джоупар: 4135 м, в 42 км юго-восточнее г. Керман (провинция Керман) 
13.	Кахар-е Бозорг: 4108 м, в 24 км западнее г. Гячсар (провинция Тегеран) 
14.	Карадаг (Эльбурс): 4076 м, в 15 км северо-восточнее г. Демавенд (провинция Тегеран)  
15.	Ширкух: 4055 м, в 42 км юго-западнее г. Йезд (провинция Йезд)
16.	Ошторанкух: 4050 м, в 19 км юго-западнее г. Эзна (провинция Лурестан)
17.	Шаханкух: 4040 м, в 20 км юго-западнее г. Ферейдуншехр (провинция Исфахан)
18.	Мишин-е Марг: 4022 м, в 31 км северо-западнее г. Фирузкух (провинция Мазендеран)